# 避雷针时尚

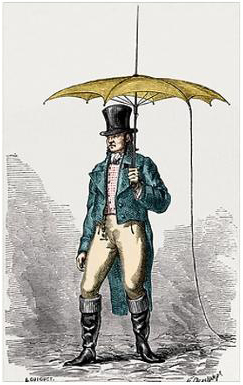
避雷针雨伞

避雷针时尚是一种十八世纪晚期出现的欧洲时尚，因本杰明·富蘭克林发明的避雷针引入欧洲而流行。女士用的避雷针帽子和男士用的避雷针雨伞在法国中甚受欢迎，在巴黎尤甚。该时尚背后的概念是闪电会击中避雷装置，而电会经过金属链通入地面，使人免受伤害。这种技术在法国已经使用于木制建筑，所以这个科学概念逐渐为人接受，随后发展成一种时尚。

## 背景
十八世纪中叶，基于自己的电学实验，富兰克林为了保护木制建筑而发明避雷针，但时隔五十多年，该发明在十九世纪才开始在美国普及。然而，他的实验让电力和有关装置在欧洲社会成为一种时尚。

## 时尚风格

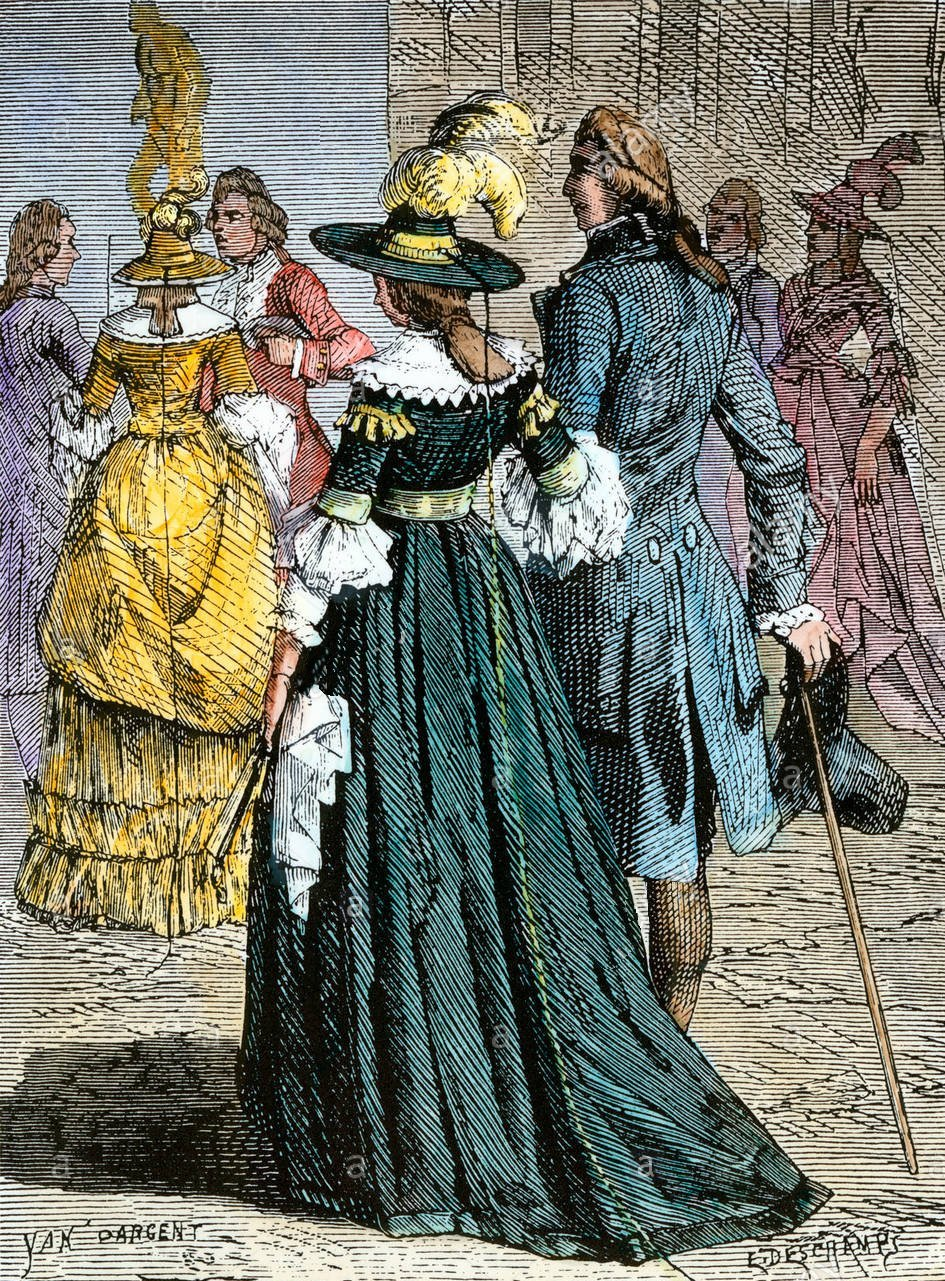
女士用的避雷针帽子

1778年，有关如何将避雷针用作头饰以防止人们遭受雷击的实验开始进行。具体的做法是在女士帽子周围编织金属丝带，然后在丝带繫上小银链。银链在女士长裙的后面下垂，在地上拖着。当闪电击中丝带时，电理论上会经过银链通入地上，从而保护戴着帽子的人。就是因为这些帽子能提供这种保护，它们在1778年的巴黎成为了一种时尚潮流。避雷针帽子在法语称为le chapeau paratonnerre。
男士所用的避雷针饰物是一种伞尖为避雷针的雨伞。雨伞上的金属链从伞尖开始经由伞的表面延伸到地面，从而为闪电提供一个导电的通道。避雷针雨伞在法语称为le parapluie-paratonnerre。
法国医生和作家克洛德·让·沃·德洛奈制作了一种可携带的折叠式避雷针，其完全伸长时的长度为6（20英尺）。他的意图是给在空旷地方的人使用，比如在农田工作的农夫。
在克莱维尔和埃莱奥诺尔·特纳耶·德沃拉贝勒（其化名为朱尔·科尔迪耶）在1851年萬國工業博覽會之际编写的喜剧《水晶宫或在伦敦的巴黎人》（Le Palais de Cristal ou les Parisiens à Londres）中，某个场景将一种避雷针帽子描写为“中国人的发明”。